# 火地群島燈塔
火地群島燈塔（西班牙語：Les Eclaireurs Lighthouse）是一個略呈圓錐形的燈塔，位在阿根廷南部火地島東烏斯懷亞最東北部5海浬比格爾海峽的小島上。燈塔高10米（33英尺），寬3米（10英尺），外牆是紅-白-紅，擁有黑色燈籠住房和畫廊。火地群島燈塔只有西面一扇門提供人員進入。

## 历史
火地群島燈塔海拔22.5米（74英尺），白色閃光範圍可達7.5海浬（13.9公里），每10秒旋轉一次。燈塔仍然在運行，使用遠程自動化控制，無人居住，不向公眾開放。火地群島燈塔電力由太陽能電池板提供。燈塔於1920年12月23日投入服務。
火地群島燈塔是一個受歡迎的旅遊景點，並曾出現在香港導演王家衛的電影《春光乍洩》中。